# Vận tải đường sắt
Đường sắt, hay vận tải đường sắt, là loại hình vận chuyển/vận tải hành khách và hàng hóa bằng phương tiện có bánh được thiết kế để chạy trên loại đường đặc biệt là đường ray (đường rầy).

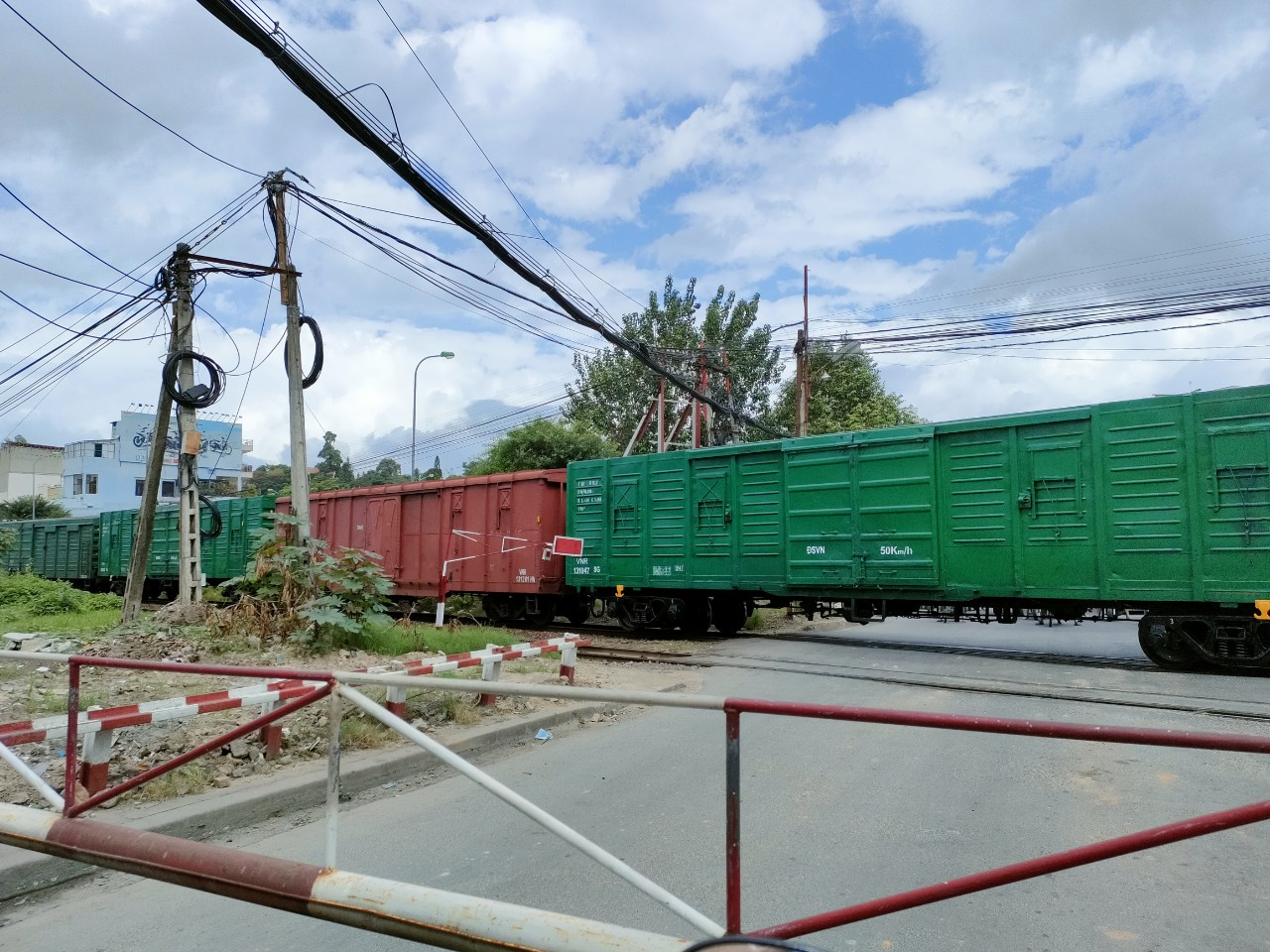
Giao thông hàng hóa bằng đường sắt ở Việt Nam

Đường ray bao gồm hai thanh thép chạy song song đặt cố định xuống nền là các thanh chịu lực bằng gỗ, bê tông hay sắt thép (gọi chung là thanh tà vẹt) và khoảng cách giữa hai thanh ray (gọi là khổ đường) được duy trì cố định. Các thanh ray và tà vẹt đặt trên nền đã được cải tạo có khả năng chịu lực nén lớn như nền rải đá, nền bê tông, v.v.. Chạy trên đường ray là đoàn tàu – một chuỗi các phương tiện tự vận hành – là đầu tàu, hoặc không tự vận hành – là toa tàu nối với nhau. Tiếp xúc với đường ray là bánh thép. Các toa tàu di chuyển trên đường ray với lực ma sát ít hơn rất nhiều so với các phương tiện dùng bánh cao su trên đường thông thường và do đó đầu tàu dùng kéo các toa tàu sử dụng năng lượng hiệu quả hơn. 
Tổng chiều dài đường sắt trên thế giới khoảng 1,2 triệu km.Các toa tàu ngày càng tiện nghi phát triển ngày càng đa dạng, tốc độ tàu chạy tiến tân nhất lên tới 250-300km/h(Dùng để chuyển chở hành khách) Tàu chạy trên đệm từ có thể đặt đến 500km/h.

## Lịch sử
Lịch sử giao thông đường sắt bắt đầu vào thế kỷ thứ 6 TCN ở Hy Lạp cổ đại. Nó có thể được chia thành nhiều giai đoạn rời nhau được phân biệt bằng các phương tiện chính của vật liệu làm đường sắt và nguồn lực đầu máy được sử dụng.

### Thời gian đầu
Tuyến đường ray đầu tiên là con đường Diolkos xây dựng thế kỷ thứ 6 trước Công nguyên, dài 6,4 km dùng chuyển các thuyền qua eo đất Corinth ở Hy Lạp. Thời đó, để đi từ biển Ionian sang biển Aegea, tàu thuyền phải đi vòng bán đảo Peloponnese. Con đường hàng hải này có ba mũi đá nhô ra biển làm nó trở nên vô cùng nguy hiểm, nhiều thương thuyền đã bị đắm nơi đây. Con đường Diolkos là giải pháp hữu hiệu đưa thuyền bè qua lại an toàn. Những con tàu nằm trên các xe chở do nô lệ hoặc súc vật kéo. Nền con đường là đá vôi, có hai rãnh song song để bánh xe lăn trong đó. Khoảng cách hai rãnh là 1,5 m (có lẽ đây là căn cứ cho tiêu chuẩn khổ đường sắt sau này). Diolkos được sử dụng hơn 1.300 năm cho đến giữa Thiên niên kỷ thứ nhất. Những xe goòng kéo bằng ngựa trên các lằn đá đầu tiên xuất hiện ở Hy Lạp, Malta và các vùng thuộc Đế quốc La Mã ít nhất là 2.000 năm trước.
Vào khoảng năm 1550, đường ray xuất hiện trở lại ở Châu Âu, nhưng bấy giờ ray làm bằng gỗ. Những đường ray đầu tiên của nước Anh được xây dựng vào đầu thế kỷ 17, chủ yếu là dùng chuyển than từ mỏ đến bờ sông, kênh đào để chất lên thuyền. Thời kỳ này, bánh xe đã có gờ phía trong để chống trật ray, tuy vậy đường ray vẫn làm bằng gỗ nên chóng mòn và phải thay thế. Năm 1768, đường ray bắt đầu được phủ lớp sắt lên trên giúp cho chúng có bề mặt bền bỉ hơn nhiều.
Đến cuối thế kỷ 18, đường ray bằng sắt bắt đầu xuất hiện và năm 1802, William Jessop - kỹ sư xây dựng người Anh khai trương tuyến vận chuyển đường sắt công cộng Surrey ở nam Luân Đôn. Mặc dù vẫn sử dụng ngựa kéo, đây được coi là tuyến đường sắt công cộng đầu tiên trên thế giới.
Đầu tàu hỏa đầu tiên do Richard Trevithick chế tạo và chạy thử năm 1804 ở Merthyr Tydfil, xứ Wales. Thử nghiệm không thành công một phần bởi động cơ quá nặng làm đường ray không chịu nổi. Năm 1807, tuyến đường ray do ngựa kéo nối Swansea và Mumbles ở xứ Wales trở thành đường sắt chở hành khách đầu tiên trên thế giới.

### Giai đoạn tiếp theo (1811 - nay)
Năm 1811, nhà sáng chế người Anh John Blenkinsop thiết kế thành công đầu tàu hơi nước đầu tiên. Tuyến đường sắt sử dụng đầu máy này là đoạn nối Middleton Colliery và Leeds ở Anh dùng chở than. Cái đầu máy được chế tạo bởi Matthew Muray, công ty Fenton, Murray and Wood. Và tuyến đường sắt này với tên Middleton Railway (đường sắt Middleton) là tuyến đầu tiên trên thế giới sử dụng đầu máy hơi nước cho mục đích thương mại. Đó cũng là đường sắt đầu tiên ở nước Anh được xây dựng bởi một đạo luật của Quốc hội.
Năm 1830, đường sắt Liverpool và Manchester hoàn thành, là tuyến đường nối các thành phố đầu tiên trên thế giới. Mẫu đầu tàu sử dụng trên con đường này được thiết kế bởi George Stephenson mang tên Rocket, nó trở thành đầu máy nổi tiếng. Thành công của tuyến đường chứng minh tính hiện thực của phương thức vận tải mới. Đường sắt nhanh chóng được xây dựng khắp nước Anh và toàn thế giới. Nó là phương tiện vận chuyển trên bộ thống trị gần một thế kỷ cho đến khi máy bay và ô tô ra đời.
Những thập niên sau Chiến tranh thế giới thứ hai, đầu máy dùng động cơ diesel và động cơ điện dần thay thế đầu máy hơi nước. Từ thập kỷ 1960, đường sắt cao tốc bắt đầu xuất hiện ở nhiều nước mà tiên phong là Nhật và Pháp.

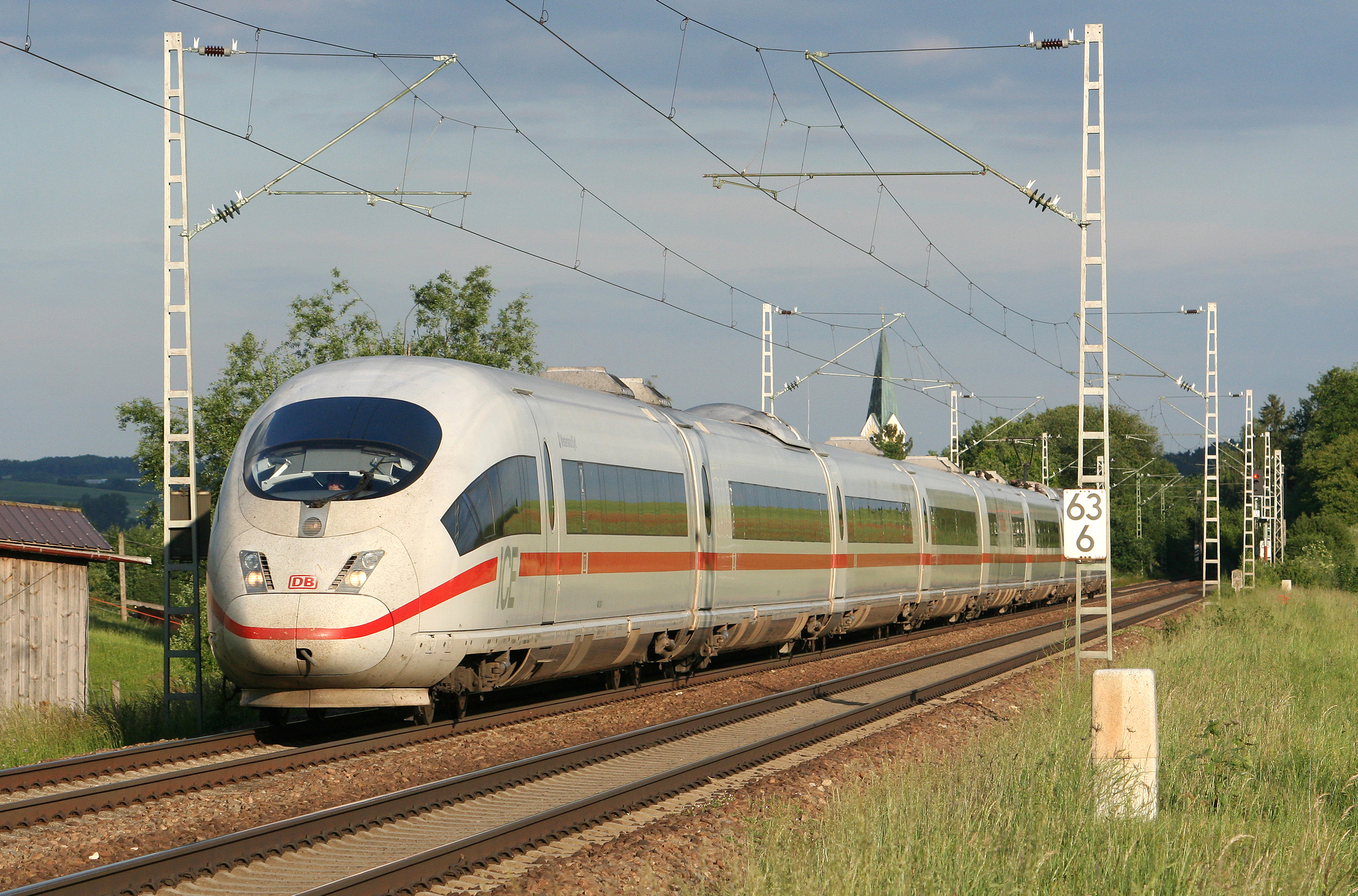
Tàu cao tốc chở hành khách ICE của Đức tại Fahrenbach

### Đường sắt cao tốc
Đường sắt cao tốc (viết tắt ĐSCT hoặc bằng tiếng Anh HSR từ "high-speed rail") là một kiểu vận tải hành khách đường sắt hoạt động nhanh hơn rất nhiều so với tốc độ đường sắt thông thường. Liên minh châu Âu đã định nghĩa chi tiết tốc độ của đường sắt cao tốc là 245 km/h cho đường nâng cấp và 295 km/h trở lên với đường mới. Tại Nhật Bản các tuyến đường Shinkansen hoạt động với tốc độ hơn 260 km/h và được xây dựng bằng đường sắt khổ tiêu chuẩn và không có giao cắt đồng mức. Tại Trung Quốc, các tuyến đường sắt cao tốc quy ước hoạt động với tốc độ tối đa 350 km/h, và một tuyến maglev đạt tới tốc độ 430 km/h.

## Ưu điểm của vận tải đường sắt
Vận chuyển hàng hóa đường sắt là hình thức vận chuyển cơ giới trên bộ hiệu quả nhưng cần đầu tư lớn. Đường ray tạo bề mặt rất phẳng và cứng giúp các bánh tàu lăn với lực ma sát ít nhất. Ví dụ, một toa tàu bình thường có thể mang 125 tấn hàng hóa trên bốn trục bánh. Khi xếp đầy tải, tiếp xúc của mỗi bánh với đường sắt chỉ trên bề mặt rộng bằng một đồng xu. Điều này giúp tiết kiệm năng lượng, nhiên liệu so với các loại hình vận chuyển khác ví dụ đường nhựa. Đoàn tàu có mặt trước tiếp xúc nhỏ so với trọng lượng chúng chuyên chở, nhờ đó giảm lực cản không khí và giảm năng lượng tiêu tốn. Trong điều kiện tốt, một đoàn tàu cần ít năng lượng hơn so với vận chuyển đường bộ từ 50% đến 70% với cùng một khối lượng vận chuyển (hoặc cùng số hành khách). Hơn nữa, đường ray và các thanh tà vẹt phân phối lực nén của đoàn tàu đều khắp, cho phép mang tải lớn hơn vận chuyển đường bộ mà hao mòn đường lại thấp hơn.
Vận tải đường sắt sử dụng diện tích và không gian hiệu quả: trong cùng khoảng thời gian, hai làn đường sắt đặt có thể vận chuyển nhiều hàng hóa và hành khách hơn so với một con đường bốn làn xe. Với các lý do trên, vận chuyển đường sắt là loại hình vận chuyển công cộng chủ yếu ở rất nhiều quốc gia. Ở Châu Á, hàng triệu người sử dụng đường sắt là phương tiện đi lại thường xuyên như tại Ấn Độ, Trung Quốc, Hàn Quốc và Nhật Bản. Đường sắt cũng rất phổ biến ở Châu Âu.

## An toàn trong vận tải đường sắt

### Nguyên nhân gây tai nạn

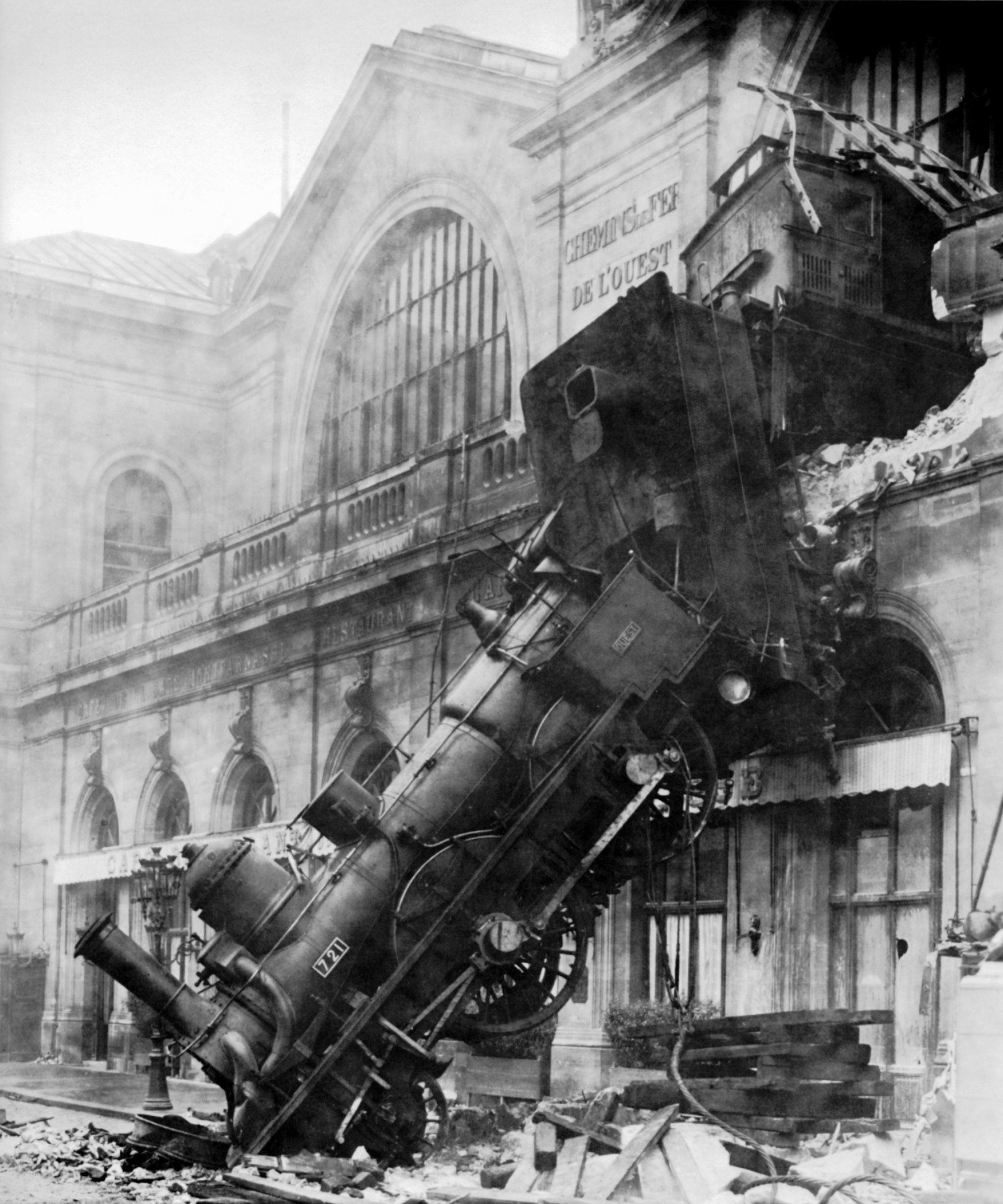
Một vụ tai nạn đường sắt tại nhà ga Montparnasse, Paris, Pháp vào khoảng năm 1895

Đoàn tàu thường vận chuyển với vận tốc rất cao, tuy vậy, bởi chúng rất nặng và có quán tính lớn và không thể đi ra ngoài đường ray nên việc dừng tàu cần khoảng cách khá lớn. Cho dù vận tải đường sắt được coi là một trong những hình thức vận chuyển an toàn nhất, vẫn có khả năng xảy ra tai nạn. Những vụ tai nạn ở nhiều hình thức, từ việc trật bánh cho đến đâm va trực tiếp của hai đoàn tàu hoặc va chạm với những phương tiện giao thông đường bộ ở những đoạn giao cắt. Đâm va với phương tiện đường bộ ở Hoa Kỳ xảy ra hàng ngàn vụ hàng năm, giết chết khoảng 500 người; ở Anh chỉ khoảng 30 vụ mỗi năm gây thương vong khoảng 12 người.

### Biện pháp an toàn
Những biện pháp an toàn quan trọng nhất trong vận tải đường sắt là sử dụng hệ thống tín hiệu đường sắt và quản lý tốt các đoạn giao cắt với đường bộ. Còi tàu báo hiệu sự có mặt của tàu hỏa trong khu vực và tín hiệu đường sắt giúp duy trì khoảng cách giữa các đoàn tàu. Ở Anh, nguyên nhân của một nửa số vụ tai nạn là do phá hoại và bất cẩn. Các tuyến đường sắt được chia thành các khu vực và các vùng nhỏ để điều tiết sao cho đảm bảo chỉ có một đoàn tàu trên một đường ray tại mỗi thời điểm. Điều độ giao thông đường sắt được tiến hành giống như quản lý không lưu. So với vận tải đường bộ, đường sắt khá an toàn. Số liệu hàng năm cho thấy ở Hoa Kỳ và Anh có 40.000 và 3.000 người chết bởi tai nạn đường bộ, trong khi đó thương vong bởi tai nạn đường sắt lần lượt là 1.000 và 20.

## Thiết bị cảnh báo an toàn

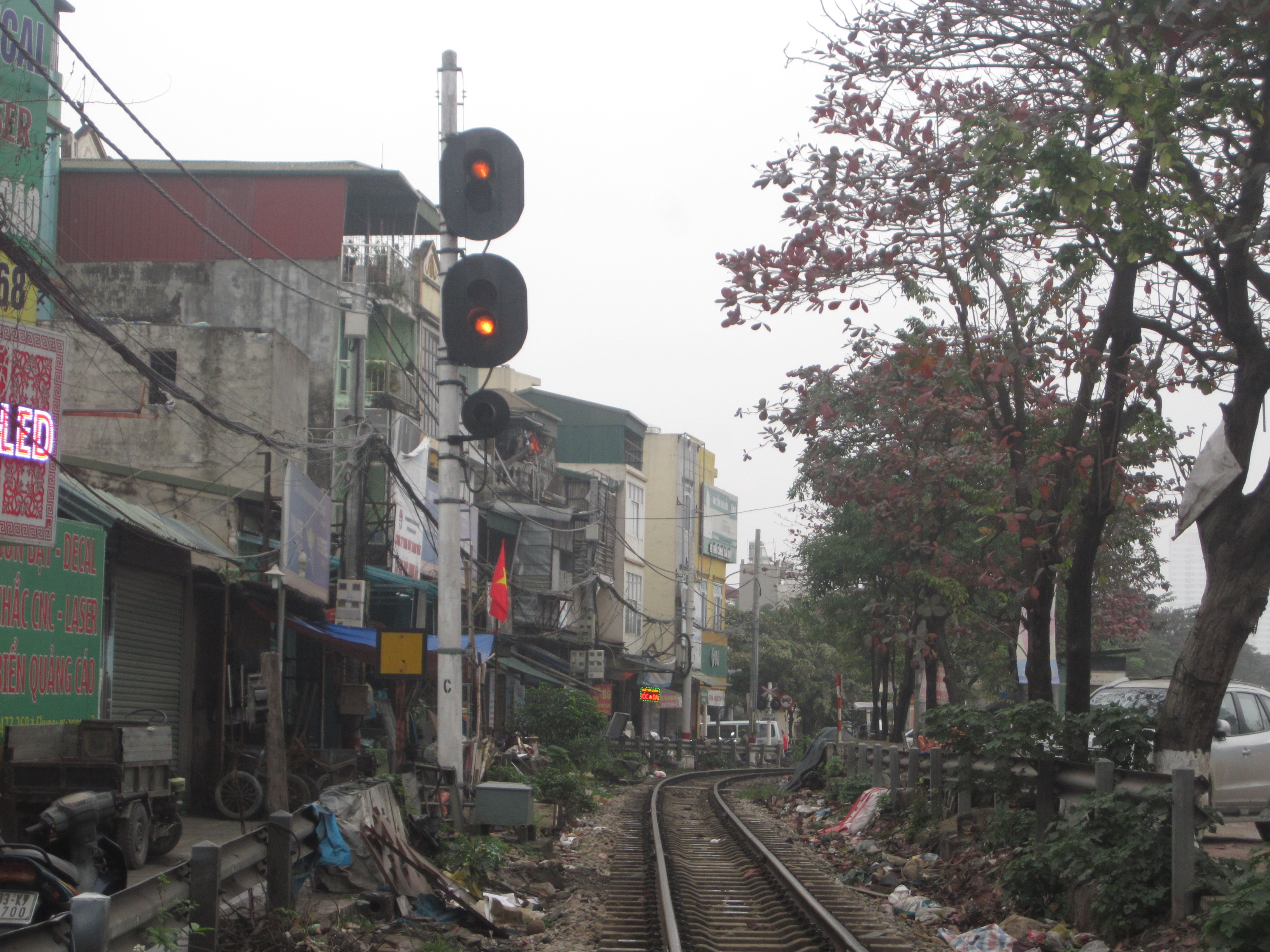
Một cột đèn tín hiệu đường sắt tại Việt Nam, nó báo trước cho các lái tàu biết rằng tàu sắp vào ga và chuẩn bị dừng trên đường ray phụ

Hệ thống đèn tín hiệu và biển báo hiệu có khả năng truyền thông tin đi rất xa giúp lái tàu biết được trạng thái tuyến đường phía trước để xử lý tình huống kịp thời

## Những cải tiến mới về tàu hỏa
Trên các tuyến đường tối tân tốc độ chạy tàu đạt tới 250 – 300 km/h hay hơn nữa, dùng để chuyên chở hành khách. Tàu chạy trên đệm từ có thể đạt tốc độ 500 km/h

## Những vụ tai nạn đường sắt lớn tại Việt Nam

### Việt Nam
- Tai nạn tàu 183 (1982): xảy ra ngày 17 tháng 3 năm 1982 tại xã Tây Hòa, huyện Trảng Bom tỉnh Đồng Nai, làm hơn 200 người chết và rất nhiều người bị thương.
- Trưa ngày 12 tháng 3 năm 2005, tàu hỏa số hiệu E1 chạy theo hướng Hà Nội - Thành phố Hố Chí Minh khi đến Lăng Cô (Thừa Thiên Huế) thì bị đứt mối nối giữa toa số 7 và 8 dẫn đến lật tàu làm 12 người chết.
- Trưa ngày 22 tháng 11 năm 2009, tàu hỏa số hiệu TN1 chạy theo hướng Hà Nội - Thành phố Hồ Chí Minh đâm vào xe ô tô khách khoảng 30 chỗ ngồi chở một đám ăn hỏi, làm 9 người chết.[5] Đường ngang không có rào chắn (Ảnh minh họa)

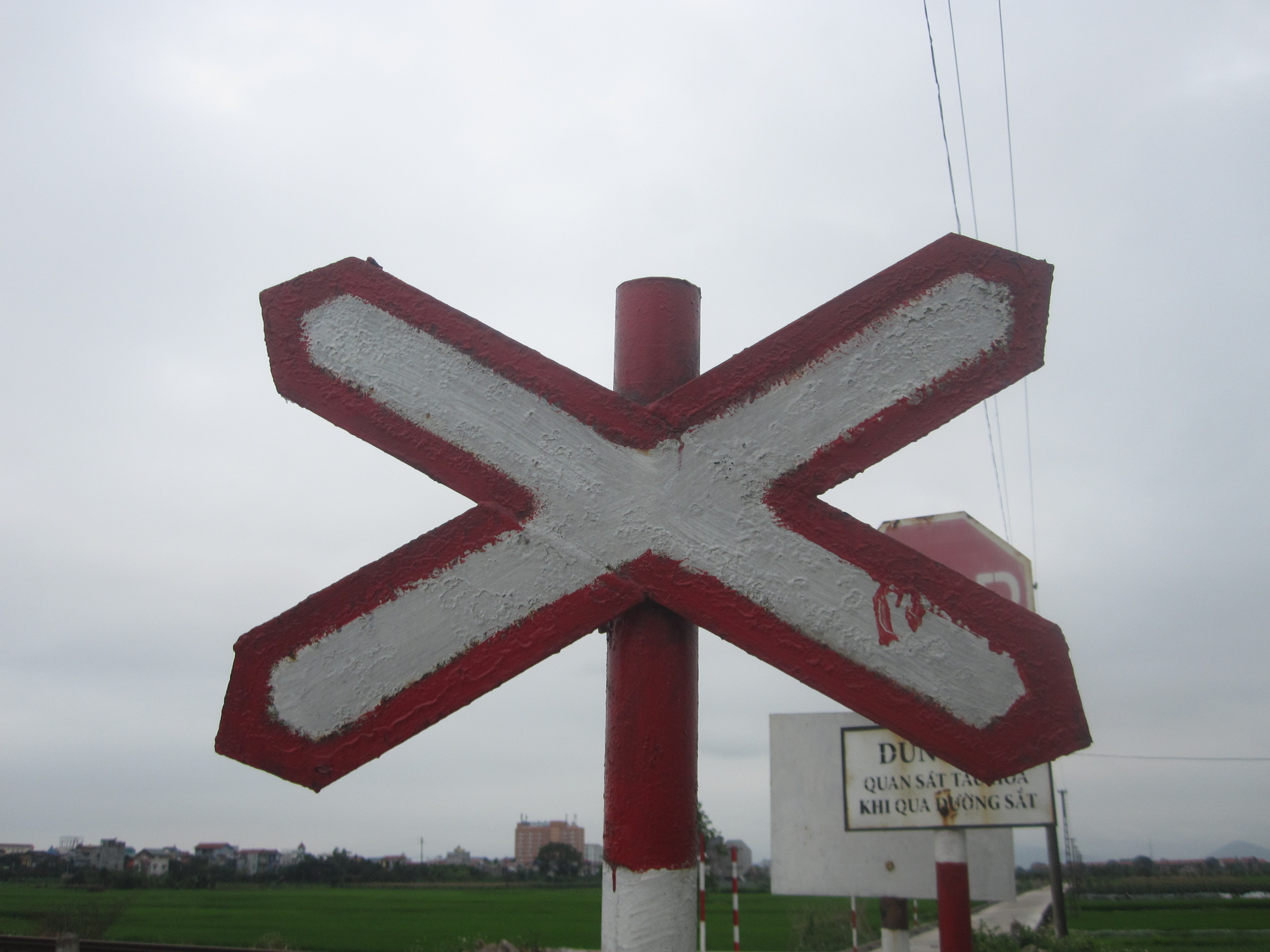
Đường ngang không có rào chắn (Ảnh minh họa)

- Hồi 4 giờ 30 phút rạng sáng ngày 7 tháng 2 năm 2010, tại Nam Định, một vụ TNGT đường sắt hai dì cháu đã tử nạn do thiếu quan sát khi qua đường tàu. Đoạn đường ngang này không hề có rào chắn, không có biển báo và thiết bị cảnh báo. Ngành đường sắt đã điều công nhân đến phá dỡ đoạn đường ngang trải nhựa này từng tồn tại nhiều năm tại thành phố Nam Định.[6]

### Thế giới
Ngày 22 tháng 2, vụ tai nạn tàu lửa ở Argentina làm 49 người thiệt mạng và 600 người bị thương